# Folsomia trisetata
Folsomia trisetata is een springstaartensoort uit de familie van de Isotomidae. De wetenschappelijke naam van de soort is voor het eerst geldig gepubliceerd in 1981 door Jordana & Ardanaz.